# 約瑟夫·卡麥隆·阿爾斯通
約瑟夫·卡麥隆·阿爾斯通（Joseph Cameron Alston，1926年12月20日—2008年4月16日），是美國羽球運動員，他在1951年至1967年間贏得幾個主要頭銜。
儘管在聯邦調查局工作有時會影響到他的副業，約瑟夫·阿爾斯通仍然是唯一在美國全國羽球錦標賽（禁止外國選手參加）和美國羽球公開賽（開放外國選手參加）都贏得單打、雙打和混合雙打三個項目的男選手。他和長期合作夥伴溫·羅傑斯在男子雙打連續十四年（1951年至1964年）排名全國第一。1957年，阿爾斯通與馬來亞的連福安一起贏得著名的全英羽球錦標賽男子在雙打冠軍，迄今仍是唯一在此項目奪冠的美國人。基於速度和乾淨俐落的的擊球，阿爾斯通從1952年到1970年連續七屆入選湯姆斯盃（男子國際團體賽）美國代表隊，並在其中四屆出場比賽。1955年3月7日，他成為《運動畫刊》的封面人物。他的妻子原名洛伊絲·斯梅德利，也是一位優秀的羽球選手，曾代表美國贏得1957年優霸盃（女子國際團體賽）冠軍。兩人皆入選美國羽球名人堂（現稱為星光大道）。他們的一個兒子東尼·阿爾斯通也是一位傑出的美國羽球選手，活躍於1980年代。